# Ampang Jaya
Ampang Jaya (kiejtve: Ampang Dzsaja, közismert nevén csak Ampang) város Malajziában, a Maláj-félsziget középső részének nyugati partja közelében. Kuala Lumpur városhatára mellett, Selangor államban fekszik. Lakossága 126 ezer fő volt 2010-ben.
Főbb látnivalója az 1990-es építésű Istana Daerah Hulu Langat palota a Jalan Kosas Utama úton és az állatkert (Zoo Negara). Természetkedvelőknek érdekes lehet még az Ampang Recreational Forest (Taman Rimba Ampang) park.

## Fordítás
Ez a szócikk részben vagy egészben  az   Ampang, Selangor című angol Wikipédia-szócikk fordításán alapul.  Az eredeti cikk szerkesztőit annak laptörténete sorolja fel. Ez a jelzés csupán a megfogalmazás eredetét és a szerzői jogokat jelzi, nem szolgál a cikkben szereplő információk forrásmegjelöléseként.